# Dapingchang (köpinghuvudort i Kina, Guizhou Sheng, lat 28,11, long 109,11)
Dapingchang (kinesiska: 大坪场, 大坪场镇) är en köpinghuvudort i Kina. Den ligger i provinsen Guizhou, i den sydvästra delen av landet, omkring 290 kilometer nordost om provinshuvudstaden Guiyang. Antalet invånare är 16 011. Befolkningen består av 7 823 kvinnor och 8 188 män. Barn under 15 år utgör 29,0 %, vuxna 15-64 år 59 %, och äldre över 65 år 10,0 %.